# Genre (litteratur)
Genre bruges om typeinddeling af tekster ud fra en vurdering af de dominerende form- og indholdsmæssige karaktertræk.
På formsiden er genre betegnelsen for en samling af tekstelementer, der resulterer i tekstens endelige fremstillingsform. De genrebestemte (eller -definerende) fællestræk gør det muligt for læseren at genkende en tekst, som en bestemt form for tekst allerede inden der tages hul på indholdet. De færreste vil f.eks. alene ud fra formen være i tvivl om, at det står med et brev i hånden.
Med hensyn til indholdet skelner man ved, om det teksten handler om er opdigtet (fingeret) eller virkeligt (autentisk).
Tekster kan inddeles i to hovedgrupper i forhold til genre: de litterære/fiktive genrer, og sagtekstlige/faktive genrer.

## Fiktive/Skønlitterære genrer
- Lyriske (som udsiger): salme, digt, lejlighedsdigt, sang, vise.
- Episke (som fortæller): roman,eventyr, saga, børnebog, ikonotekst, ungdomsroman.
- Dramatiske (som viser/opfører): tragedie, komedie, skuespil, parodi, revy.
- Litterære (løsere): anekdote, vittighed, gåde. osv.
- Fagtekst/fiktion: Faktion

## Ikke-fiktive/faktive/Sagprosa genrer
- Orienterende: lærebog, tv nyhedsartikel, afhandling, monografi, biografi, selvbiografi, nekrolog, rejseskildring, reportage.
- Vurderende, debatterende og argumenterende: essay, partiprogram, kronik, anmeldelse, pamflet, partsindlæg, politisk tale.
- Påvirkende og adfærdsregulerende: lov, bekendtgørelse, regulativ, aftale, reklame, annonce, brugsanvisning, girokort.

Debatbogsgenren tager et aktuelt emne op til debat.

## Genrepædagogik
Genrepædagogik betyder at arbejde aktivt med sprog.
Ved dette aktive arbejde med sproget, får eleverne evnen til at udvikle kompetencer og viden om sprog
og hvordan det bruges inden for forskellige genrer, så de lettere kan forstå tekster af forskellig slags
og forbedre deres evne til selv at skrive forskellige tekster.

## Genretyper (oversigt)
Overordnet findes der to genrer nemlig fakta- og fiktionsgenrer. Faktagenrer er baseret på noget virkeligt, fiktionsgenrer på noget opdigtet.
Herefter opdeles de to overordnede genrer i nedenstående genretyper. Disse er ordnet i henhold deres formål, altså hvem modtager er, og hvad man ønsker, at denne skal få ud af teksten (afsender-modtager forhold). Hver genre har sin egen karakteristiske struktur og sproglige træk.
Genretyper (faktagenrer):
- Berettende
- Informerende
- Instruerende
- Komprimerende
- Argumenterende
- Regulerende

Genretyper (fiktionsgenrer):
- Lyrik
- Dramatik
- Fortælling

## Genretyper
- Fortællende
- Instruerende
- Berettende
- Argumenterende
- Informerende
- Dramatisk